# Aboyne
Aboyne är en ort i Storbritannien.   Den ligger i kommunen Aberdeenshire och riksdelen Skottland, i den norra delen av landet, 600 km norr om huvudstaden London. Aboyne ligger 128 meter över havet och antalet invånare är 2 236.
Terrängen runt Aboyne är kuperad söderut, men norrut är den platt. Aboyne ligger nere i en dal. Runt Aboyne är det glesbefolkat, med 15 invånare per kvadratkilometer. Närmaste större samhälle är Banchory, 17,8 km öster om Aboyne. I omgivningarna runt Aboyne växer i huvudsak blandskog.